# Макс Тейлер
Макс Тейлер (англ. Max Theiler; 30 січня 1899, Преторія, ПАР — 11 серпня 1972, Нью-Хейвен, Коннектикут, США) — американський вірусолог.

## Біографія
1917–1918 року вивчав медицину у Кейптаунському університеті, 1922 року вдосконалював кваліфікацію у Лондоні. З 1951 року — керівник лабораторій відділу медицини й охорони здоров'я фонду Рокфеллера (Нью-Йорк) і водночас (з 1964) — професор медичної школи Єльського університету.

## Основні праці
Основні роботи з вивчення етіології амебіазу, лептоспірозів, японського енцефаліту, мавпячого енцефаломієліту та інших.

## Нобелівська премія
Нобелівська премія (1951) за дослідження вірусу жовтої гарячки і створення двох специфічних вакцин для імунізації людини проти цієї хвороби.

## Твори
- Studies on action of yellow fever virus in mice, «Annals of tropical medicine and parasitology», 1930, № 24;
- Yellow fever protection test in mice by intracerebral injection, «Annals of tropical medicine and hygiene», 1933, № 27.